# 3599 Basov
3599 Basov este un asteroid din centura principală, descoperit pe 8 august 1978 de Nikolai Cernîh.